# Santiago Artigas
Santiago Artigas Andreu (Figueras, 21 de mayo de 1881-Madrid, 9 de octubre de 1931) fue un actor español.

## Biografía
Comenzó su carrera en el mundo de la actuación bajo la tutela de Manuel Díaz de la Haza. Se casó con Pepita Díaz, hija de su mentor y también actriz, y juntos se unieron a la compañía teatral de María Guerrero y Fernando Díaz de Mendoza. En esta compañía, participaron en la obra La dama de armiño en 1922.

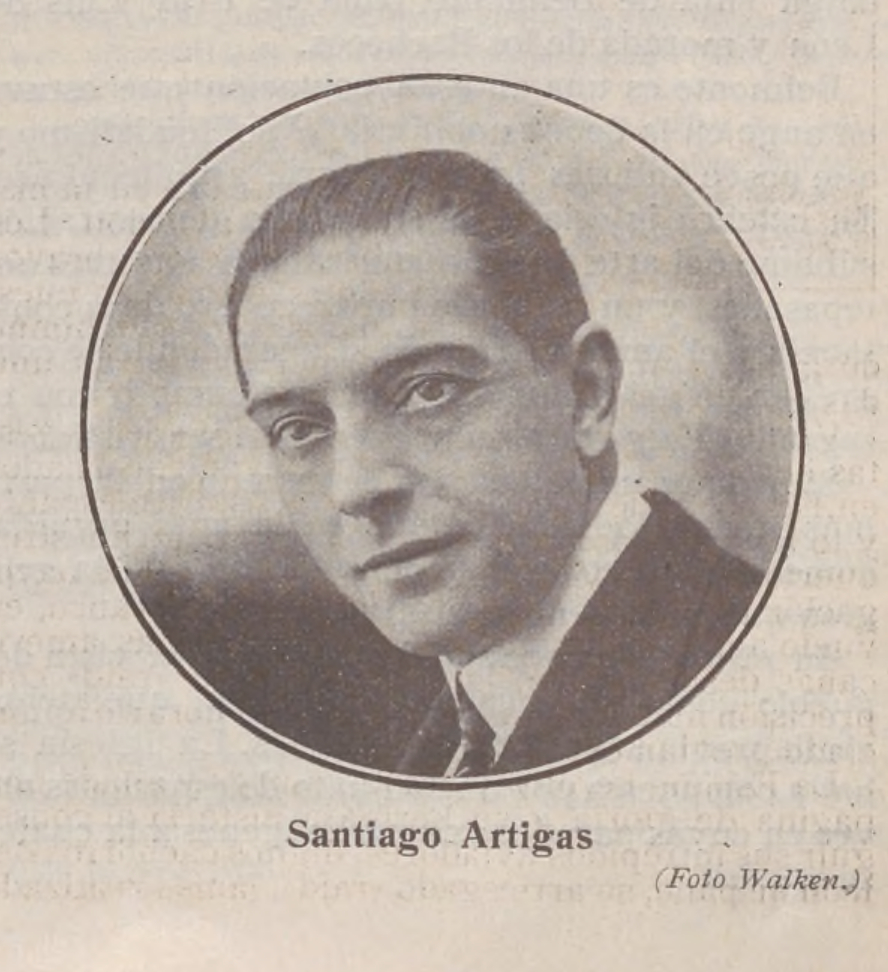
Fotografiado por Walken

Posteriormente, la pareja fundó su propia compañía teatral y se presentaron en escenarios renombrados como el Teatro Español y el Teatro Cómico  en Madrid, además de actuar en Barcelona y Valencia. Durante esta etapa, destacaron en montajes de obras significativas como Seis personajes en busca de un autor, de Luigi Pirandello, Juan de Mañara (1927) de los hermanos Machado, Casa de muñecas (1928) de Henrik Ibsen, La losa de los sueños (1929) de Jacinto Benavente y Atrévete, Susana (1929) de Ladislas Fodor.
Entre otras obras en las que participó se incluyen Cuando florezcan los rosales, Lecciones de buen amor, Julieta compra un hijo, Tambor y cascabel y El monje blanco, que marcó su última actuación en escena.